# Globigerinellinae
Globigerinellinae es una subfamilia de foraminíferos planctónicos de la Familia Globigerinellidae, de la Superfamilia Globigerinoidea, del Suborden Globigerinina y del Orden Globigerinida.  Su rango cronoestratigráfico abarca el Burdigaliense (Mioceno inferior) hasta el Tortoniense (Mioceno superior).

## Discusión
Clasificaciones previas incluían los taxones de Globigerinellinae en la Subfamilia Globigerininae de la Familia Globigerinidae.

## Clasificación
Globigerinellinae incluye a los siguientes géneros:
- Bolliella  †
- Globigerinella